# Pedro de Mendizábal y Uriarte
Pedro de Mendizábal y Uriarte (Portugalete, 3 de gener de 1923 - Madrid, 1 de gener de 1982) fou un advocat i polític basc. Durant la guerra civil espanyola, quan només tenia 15 anys, es va allistar com a voluntari al terç de requetés Ortiz de Zárate, amb el que va participar en la batalla de l'Ebre i a la batalla de Catalunya, i desfilà amb les tropes vencedores a Madrid l'u d'abril de 1939.
Després de tornar treballà a l'ajuntament de Portugalete i es llicencià en dret a la Universitat de Saragossa. Es casà i tingué sis fills, i durant molts anys va alternar la seva tasca d'advocat amb la creació poètica literària, la col·laboració al diari Hierro i la direcció del Seminari de Problemes Espanyols de Bilbao, del qual fou fundador. Durant la transició democràtica participà en la fundació al País Basc d'Alianza Popular, partit amb el qual fou elegit diputat per Biscaia a les eleccions generals espanyoles de 1977. És nomenat Conseller del Regne i fou vocal de la comissió de justícia del Congrés dels Diputats. No es presentà a les eleccions de 1979 i es dedicà a la seva tasca d'advocat a Madrid

## Obres
- Aura y luz
- Cosas de mi España
- Zumárraga apuntes para ensayos
- Flor de Raza
- Meditación política